# Gran Premio de Kranj
El Gran Premio de Kranj (oficialmente: Grand Prix Kranj) es una carrera ciclista eslovena de un día disputada en la ciudad de Kranj y sus alrededores 
Creada en 1967 perteneciendo a la antigua Yugoslavia, no fue una prueba para profesionales hasta 1997 (por ello la mayoría de ganadores han sido yugoslavos) y 1999 en la categoría 1.5 (última categoría del profesionalismo), con otra edición amateur entremedias, hasta que desde 2000 volvió a ser amateur. Su estabilidad como carrera profesional llegó desde la creación de los Circuitos Continentales UCI en 2005 formando parte del UCI Europe Tour, dentro de la categoría 1.2 (igualmente última categoría del profesionalismo) y desde 2007 de categoría 1.1. No hubo edición ni en 1980 ni en 2012.
De 1998 a 2002, se disputó en formato de carrera por etapas.

## Palmarés
En amarillo: edición amateur.
| Año       | Ganador            | Segundo            | Tercero          |
| --------- | ------------------ | ------------------ | ---------------- |
| 1967      | Jože Valenčič      |                    |                  |
| 1968      | Franc Hvasti       |                    |                  |
| 1969      | Slavko Žagar       |                    |                  |
| 1970      | Rudi Valenčič      |                    |                  |
| 1971      | Franc Hvasti       |                    |                  |
| 1972      | Jože Valenčič      |                    |                  |
| 1973      | Franc Hvasti       |                    |                  |
| 1974      | Janez Končar       |                    |                  |
| 1975      | Janez Končar       |                    |                  |
| 1976      | Miro Rakuš         |                    |                  |
| 1977      | Bojan Ropret       |                    |                  |
| 1978      | Bojan Ropret       |                    |                  |
| 1979      | Bojan Udovič       |                    |                  |
| 1980      | No se disputó      | No se disputó      | No se disputó    |
| 1981      | Bojan Ropret       |                    |                  |
| 1982      | Vinko Polončič     |                    |                  |
| 1983      | Bojan Ropret       |                    |                  |
| 1984      | Radomir Pavlovič   |                    |                  |
| 1985      | Jure Pavlič        |                    |                  |
| 1986      | Rajko Čubrič       |                    |                  |
| 1987      | Fabrizio Bontempi  |                    |                  |
| 1988      | Sandi Papež        |                    |                  |
| 1989      | Vladimir Brkovič   |                    |                  |
| 1990      | Robert Pintarič    |                    |                  |
| 1991      | Aleš Pagon         |                    |                  |
| 1992      | Sandi Papež        |                    |                  |
| 1993      | Robert Pintarič    |                    |                  |
| 1994      | Gorazd Stangelj    |                    |                  |
| 1995      | Bogdan Ravbar      |                    |                  |
| 1996      | Igor Kranjec       |                    |                  |
| 1997      | Martin Hvastija    | Tomáš Konečný      | Branko Filip     |
| 1998      | Gorazd Stangelj    | Martin Hvastija    | Tadej Valjavec   |
| 1999      | Igor Kranjec       | Jan Bratkowski     | Uroš Murn        |
| 2000      | Massimo Girardello |                    |                  |
| 2001      | Daniele Masolino   | Hrvoje Miholjević  | Radoslav Rogina  |
| 2002      | Michail Timošin    | Tomaž Nose         | Kristjan Fajt    |
| 2003      | Giorgio Orizio     | Matej Mugerli      | Tomaž Nose       |
| 2004      | Giovanni Visconti  | Matic Strgar       | Marco Bandiera   |
| 2005      | Martin Hvastija    | Drąsutis Stundžia  | Matej Stare      |
| 2006      | Boštjan Mervar     | Robert Kiserlovski | Pavel Zitta      |
| 2007      | Borut Božič        | Matej Mugerli      | Matic Strgar     |
| 2008      | Grega Bole         | Jure Kocjan        | Aldo Ino Ilešič  |
| 2009      | Gasper Švab        | Robert Vrečer      | Jaŭhen Sobal     |
| 2010      | Matej Gnezda       | Vladimir Koev      | Oscar Gatto      |
| 2011      | Simone Ponzi       | Luka Mezgec        | Blaž Furdi       |
| 2012      | No se disputó      | No se disputó      | No se disputó    |
| 2013      | Lukas Pöstlberger  | Matej Jurčo        | Kristjan Fajt    |
| 2014-2015 | No se disputó      | No se disputó      | No se disputó    |
| 2016      | Mattia De Marchi   | Radoslav Rogina    | Simone Ravanelli |
| 2017      | Matej Mugerli      | Žiga Jerman        | Markus Eibegger  |
| 2018      | Daniel Auer        | Alessandro Pessot  | Nicolás Tivani   |
| 2019      | Marko Kump         | Paolo Totò         | Marco Cecchini   |
| 2020      | Olav Kooij         | Filippo Fortin     | Paweł Franczak   |
| 2021      | Riccardo Verza     | Felix Engelhardt   | Moran Vermeulen  |
| 2022      | Andrea Peron       | Tomáš Bárta        | Tilen Finkšt     |
| 2023      | Edoardo Zamperini  | Filippo Ridolfo    | Federico Biagini |
| 2024      | Roman Ermakov      | Matteo Baseggio    | Alexandre Balmer |

## Palmarés por países
| País         | Victorias |
| ------------ | --------- |
| Yugoslavia   | 23        |
| Eslovenia    | 16        |
| Italia       | 10        |
| Austria      | 2         |
| Rusia        | 2         |
| Países Bajos | 1         |